# Anita Doth
Anita Doth, właśc. Anita Daniëlle Dels (ur. 28 grudnia 1971 w Amsterdamie) – holenderska wokalistka. Wcześniej pracowała jako sekretarka w administracji policji w Amsterdamie.

## Życiorys
Największe sukcesy osiągnęła w latach 1991–1996 jako wokalistka duetu eurodance 2 Unlimited, u boku rapera Raya Slijngaarda. W 1996 roku, w wyniku wewnętrznych konfliktów co do przyszłości zespołu, działalność 2 Unlimited została zakończona. Po rozpadzie 2 Unlimited, Doth śpiewała w różnych innych zespołach. Próbowała też kariery solowej. Jednak nie powtórzyła już sukcesów zespołu 2 Unlimited.
W 2009 roku Slijngaard i Doth postanowili wznowić współpracę. Stworzyli projekt pod nazwą Ray & Anita. Pierwszy singel duetu In da name of love ukazał się w 2010 roku. W 2012 roku grupa wznowiła działalność w oryginalnym składzie.

## Życie prywatne
Prywatnie Doth żyje z konkubentem Willym de Leon Agramonte, z którym ma syna (ur. 2005). W styczniu 2010 ujawniła, że ma raka piersi.